# Михайлович, Любомир
Любомир Михайлович (серб. Љубомир Михајловић; род. 4 сентября 1943, Белград) — югославский защитник.

## Клубная карьера
В течение целого десятилетия в белградском «Партизане» Михайлович сыграл в общей сложности 184 матчей и забил 2 гола. Со столичным клубом дошел до финала Кубка европейских чемпионов, где в финале уступили мадридскому «Реалу». После этого он решил играть остаток своей карьеры во Франции. Сначала он играл за «Олимпик Лион», которому помог дважды стать бронзовым призёром национального чемпионата и однажды стать обладателем Кубка Франции. В 1977 перешёл в «Мелун», где в следующем году завершил карьеру футболиста.

## Международная карьера
Дебют за национальную сборную Югославии состоялся 12 октября 1966 года в товарищеском матче против сборной Израиля. Был включен на Чемпионат Европы 1968 в Италии, где югославы взяли серебряные медали. Всего Михайлович провёл за сборную провёл 6 матчей.

## Достижения
«Партизан»
- Финалист Кубка европейских чемпионов: 1965/66

«Олимпик Лион»
- Бронзовый призёр чемпионата Франции: 1973/74, 1974/75
- Обладатель Кубка Франции: 1972/73
- Финалист Кубка Франции: 1970/71, 1975/76
- Обладатель Суперкубка Франции: 1973